# Parhippolyte mistica
Parhippolyte mistica är en kräftdjursart som först beskrevs av J. Clark 1989.  Parhippolyte mistica ingår i släktet Parhippolyte och familjen Hippolytidae. Inga underarter finns listade i Catalogue of Life.